# Selaginella arrecta
Selaginella arrecta är en mosslummerväxtart som beskrevs av Alan Reid Smith. Selaginella arrecta ingår i släktet mosslumrar, och familjen mosslummerväxter. Inga underarter finns listade i Catalogue of Life.